# Airaphilus paganettii
Airaphilus paganettii es una especie de coleóptero de la familia Silvanidae.

## Distribución geográfica
Habita en Creta (Grecia).